# Martinetti
 (décembre 2011).
Si vous disposez d'ouvrages ou d'articles de référence ou si vous connaissez des sites web de qualité traitant du thème abordé ici, merci de compléter l'article en donnant les références utiles à sa vérifiabilité et en les liant à la section « Notes et références ».
Pour les articles homonymes, voir Martinetti (homonymie).
Le Martinetti est un jeu de parcours comme le jeu de l'oie qui se joue avec trois dés.

## Règles

### Dés
Il faut jeter trois dés à six faces sur une table.

### Parcours
Le parcours comporte 23 cases numérotées 1-2-3-4-5-6-7-8-9-10-11-12-11-10-9-8-7-6-5-4-3-2-1

### Points
Au Martinetti, on considère :
- soit le point affiché sur un dé
- soit la somme des points de deux dés choisis,
- soit le total des trois dés lancés.

### Valeurs possibles
On peut obtenir des valeurs de 1 à 18.

## But du jeu
Chaque joueur doit tout d'abord lancer les trois dés. Pour entrer dans le jeu, il doit obtenir un as. Pour aller sur la case 2, il faut obtenir au moins un 2 ou 1+1. Pour aller sur la case 3, il faut avoir un 3, ou 1+2 ou 1+1+1 et ainsi de suite ...
Chaque joueur relance tant qu'il peut avancer.
Ce jeu est particulièrement adapté pour les jeunes enfants qui apprennent à compter.

### Probabilités
On désigne par X la variable aléatoire associant au point marqué la probabilité de l'obtenir.
On lance trois dés donc il y a 216 combinaisons possibles. {\displaystyle 6\times 6\times 6=216}
{\displaystyle p(X=1)=1-\left({\frac {5}{6}}\right)^{3}={\frac {91}{216}}\approx 0,421\,}
{\displaystyle p(X=2)={\frac {104}{216}}\approx 0,481\,}
{\displaystyle p(X=3)={\frac {116}{216}}\approx 0,537\,}
{\displaystyle p(X=4)={\frac {131}{216}}\approx 0,606\,}
{\displaystyle p(X=5)={\frac {145}{216}}\approx 0,671\,}
{\displaystyle p(X=6)={\frac {162}{216}}=0,750\,}
{\displaystyle p(X=7)={\frac {105}{216}}\approx 0,486\,}
{\displaystyle p(X=8)={\frac {97}{216}}\approx 0,449\,}
{\displaystyle p(X=9)={\frac {85}{216}}\approx 0,394\,}
{\displaystyle p(X=10)={\frac {73}{216}}\approx 0,338\,}
{\displaystyle p(X=11)={\frac {57}{216}}\approx 0,264\,}
{\displaystyle p(X=12)={\frac {41}{216}}\approx 0,190\,}
Les probabilités ci-dessus correspondent au jeu de Martinetti dont les cases sont numérotées de 1 à 12
{\displaystyle p(X=13)={\frac {21}{216}}\approx 0,097\,}
{\displaystyle p(X=14)={\frac {15}{216}}\approx 0,069\,}
{\displaystyle p(X=15)={\frac {10}{216}}\approx 0,046\,}
{\displaystyle p(X=16)={\frac {6}{216}}\approx 0,028\,}
{\displaystyle p(X=17)={\frac {3}{216}}\approx 0,014\,}
{\displaystyle p(X=18)=\left({\frac {1}{6}}\right)^{3}={\frac {1}{216}}\approx 0,005\,}